# Dôme de Rohina
Rohina Tholus
Pour les articles homonymes, voir Rohina.
Le dôme de Rohina (désignation internationale : Rohina Tholus) est un dôme situé sur Vénus dans le quadrangle de Themis Regio. Il a été nommé en référence à Rohina, déesse hindoue des vaches.